# Ерих фон Дригалски
Ерих Дагоберт фон Дригалски (на немски: Erich Dagobert von Drygalski) е германски географ, геофизик, полярен изследовател.

## Биография

### Образование
Роден е на 9 февруари 1865 година в Кьонигсберг, Кралство Прусия (днес Калининград, Русия). През 1882 година записва математика и физика в Кьонигсбергския университет, където завършва един семестър и се прехвърля в Университета в Бон специалност география, за да слуша лекциите на Фердинанд фон Рихтхофен. Следвайки своя преподавател се премества заедно с него в Университета в Лайпциг, а след това в Берлин. Завършва през 1887 година и до 1891 година е асистент едновременно в геодезическия институт и Централното управление по международна геодезия в Берлин.

### Експедиции (1891 – 1912)

#### Експедиции в Гренландия (1891 – 1893)
През 1891 и 1892 – 1893 година Дригалски възглавява две експедиции към западните брегове на Гренландия за изследване на континенталния лед и същевременно извършва геофизични и географски изследвания.
В периода 1898 – 1899 година е преподавател по география и геофизика в Берлинския университет.

#### Първа германска антарктическа експедиция (1901 – 1903)
През 1898 година Дригалски е назначен за ръководител на първата германска антарктическа експедиция на кораба „Гаус“, която включва 32 участници, в т.ч. още петима учени освен Дригалски по медицина, бактериология, геомагнетизъм и метеорология, геология и химия, ботаника и зоология. Корабът „Гаус“ е специално пригоден за плаване в ледови условия.
Експедицията напуска Кил на 11 август 1901 година, на 22 ноември достига Кейптаун, а на 21 февруари 1902 година бреговете на Антарктида, които Дригалски назовава Земя Вилхелм ІІ (68º ю.ш., 89º и.д.). Корабът е обкръжен от ледове и в края на февруари окончателно попада в леден плен и зимуването става неизбежно. То (зимуването) е рационално използвано за изпълнение на набелязаната обширна програма за научни изследвания. През март е открит конусът на изгасналия вулкан Гаус (66°48′ ю. ш. 89°12′ и. д. / 66.8° ю. ш. 89.2° и. д.) и участниците в експедицията детайлно изследват планината и окръжаващите я ледници. Открити са още Западния шелфов ледник (26800 км2) и залива Посадовски (66°47′ ю. ш. 89°00′ и. д. / 66.783333° ю. ш. 89° и. д.). По време на едногодишното присъствие на експедицията в ледовете, учените на борда на кораба провеждат географски, геофизични, геохимични и зооложки изследвания, които след това са издадени в труд от 22 тома. На 29 март 1902 година с балон Дригалски се издига на 500 м височина и изследва част от бреговата ивица.
Преди достигането на Антарктида на островите Кергелен е оставена работна група от пет души, която през цялото време от пребиваването на „Гаус“ в ледовете извършва метеорологични, геомагнитни и ботанически изследвания. На 8 февруари 1903 година, след като разпръскват огромно количество пепел по леда около кораба, успяват да се освободят от ледения плен, на 16 март вече са в чисти води, на 9 юни напускат Кейптаун, а на 23 ноември 1903 година експедицията се завръща в Кил.

#### Експедиция в Шпицберген (1910 – 1912)
През 1910 – 1912 година ръководи експедиция с дирижабъла „Граф Цепелин“ в Шпицберген.

### Следващи години (1912 – 1949)
През 1906 година Дригалски е назначен за професор по география и геофизика в Университета в Мюнхен, която длъжност заема до смъртта си. Основава катедра по география в университета и е неин ръководител. През 1907 година, вече 42-годишен, се оженва и има четири дъщери.
През 1934 година се пенсионира. Умира на 10 януари 1949 година в Мюнхен на 83-годишна възраст.

## Памет
Неговото име носят:
- залив Дригалски (64°27′ ю. ш. 59°37′ з. д. / 64.45° ю. ш. 59.616667° з. д.) на Брега Норденшелд, на източното крайбрежие на Антарктическия п-ов;
- кратер Дригалски на Луната;
- остров Дригалски (65°45′ ю. ш. 92°28′ и. д. / 65.75° ю. ш. 92.466667° и. д.) в море Дейвис, край брега на Земя кралица Мери, Антарктида;
- планина Дригалски (71°45′ ю. ш. 8°15′ и. д. / 71.75° ю. ш. 8.25° и. д.) в Земя кралица Мод, Антарктида;
- улици „Ерих фон Дригалски“ в Мюнхен и Берлин;
- фиорд Дригалски (54°49′ ю. ш. 36°02′ з. д. / 54.816667° ю. ш. 36.033333° з. д.) на източното крайбрежие на остров Южна Джорджия;
- шелфов ледник Дригалски (75° ю. ш. 163° и. д. / 75° ю. ш. 163° и. д.) на брега на Земя Виктория, Антарктида.

## Съчинения
- Gröland. Expedition der Gesellschaft für Erdkunde zu Berlin 1891 bis 1893 (Bd 1 – 2, 1897).
- Deutsche Südpolar-Expedition 1901 – 1903 (Bd 1 – 20, 1905 – 31, съавтор).